# نائوم شاپوف
نائوم هریستوف شاپوف (بلغاری: Наум Христов Шопов؛ ‏ ۲۷ ژوئیهٔ ۱۹۳۰ – ۱۸ آوریل ۲۰۱۲) بازیگر و کارگردان فیلم اهل بلغارستان بود. وی بین سال‌های ۱۹۵۷ تا ۲۰۱۲ میلادی در بیش از ۳۰ فیلم بازی کرد.
از فیلم‌ها یا برنامه‌های تلویزیونی که وی در آن نقش داشته‌است می‌توان به سربازان آزادی و مکانیک اشاره کرد.